# Flaming Geyser State Park
Der Flaming Geyser State Park liegt am Green River im südwestlichen King County im US-Bundesstaat Washington nahe der Stadt Black Diamond. Der Park wurde nach einer Flamme benannt, die in einem Betonbecken brennt. Sie wird durch eine Methan-Tasche, etwa 1.000 ft (ca. 300 m) unter der Erdoberfläche gelegen, gespeist. Als diese Tasche von Bergleuten beim Kohleabbau Anfang der 1900er Jahre entdeckt wurde, spie das Testloch Gas und Salzwasser aus und schleuderte Wasser und Feuer 25 ft (8 m) hoch in die Luft. Dieselbe Methantasche presst Gas durch ein Schlammloch und schafft so in der Nähe einen „Blubber-Geyser“. Beide „Geyser“ sind über einen kurzen Wanderweg zu erreichen, aber der „Flaming Geyser“ brennt seit 2016 nicht mehr, da seine Methanquelle erschöpft ist.
Außer um diese einzigartige Besonderheit zu sehen, kommen die meisten Parkbesucher im Sommer zum Tubing und Rafting im Fluss. Der Flaming Geyser State Park ist auch ein speziell für den Betrieb von ferngesteuerten Modellflugzeugen ausgewiesenes Gebiet.

## Geschichte
Der Flaming Geyser wurde von den 1920er bis zu den 1960er Jahren privat betrieben, doch die Betreibergesellschaft ging bankrott. Als das Land drohte, mit Wohngebäuden bebaut zu werden, erwarben die Washington State Parks es und betreiben seither den State Park. Eine moderne Legende der Parkgeschichte beschreibt, wie der Bergmann Eugene Lawson versuchte, von der entzündeten Methanemission zu profitieren. Während Lawson eine reale historische Person ist, der die Lawson Mine zwischen 1895 und 1898 vor zwei katastrophalen Explosionen (1902 und 1910) besaß, gibt es nur spärliche Berichte über den Bezug zum Flaming Geyser.
Im März 2009 gab das Washington State Parks and Recreation Department bekannt, dass wegen ernsthafter finanzieller Kürzungen die Schließung und „Einmottung“ mehrerer State Parks vorgesehen wäre. Zum Januar 2011 war die Schließung immer noch möglich, obwohl der Staat in die Reparatur der elektrischen Infrastruktur investiert hatte. Die Offiziellen geben Spenden für die Erneuerung der Lizenzgebühren wenig Aussicht auf Erfolg.

## Park-Management
Der Park wird von der Washington State Parks and Recreation Commission als Teil des Green River Gorge State Park Conservation Area gemanagt. Dieses Schutzgebiet nimmt 2.008,02 Acres (813 ha) und 18 mi (29 km) des Flussufers ein, das vom Flaming Geyser im Westen und vom Kanaskat-Palmer State Park im Osten begrenzt wird. Das Gebiet schließt auch das Black Diamond Heritage Area, das Old Town of Franklin Heritage Area, das Hanging Gardens Recreation Area, das Walter A. Jellum Recreation Area und den Nolte State Park ein.

## Natürliche Ressourcen
Der Park ist 480 Acres (194 ha) groß mit mehr als 3 mi (4,8 km) der Uferlinie des Flusses. Das Gebiet ist für seine Kohle- und Quecksilber-Vorkommen bekannt. Etwa 14 % der Kohleförderung von Washington stammen aus der Umgebung von Black Diamond.
Der Green River ist im Winter ein beliebter Ort, um Steelhead-Forellen zu angeln. Der barrierefreie Salmon Interpretative Trail im Park klärt ausgiebig über die ökologischen Verhältnisse auf.